# 塞利格曼 (亞利桑那州)
塞利格曼（英語：Seligman）是位於美國亞利桑那州亞瓦派縣的一個人口普查指定地區。根據2010年美國人口普查，該地人口為445人，而該地的面積約為16.60平方千米。

## 地理
塞利格曼的座標為35°19′42″N 112°52′27″W / 35.32833°N 112.87417°W，而該地最高點為海拔高度1598米（即5242英尺）。